# París-Roubaix 1987
La 85.ª edición de la París-Roubaix tuvo lugar el 12 de abril de 1987 y fue ganada por el belga Eric Vanderaerden. La prueba contó con 264 kilómetros.

## Clasificación final

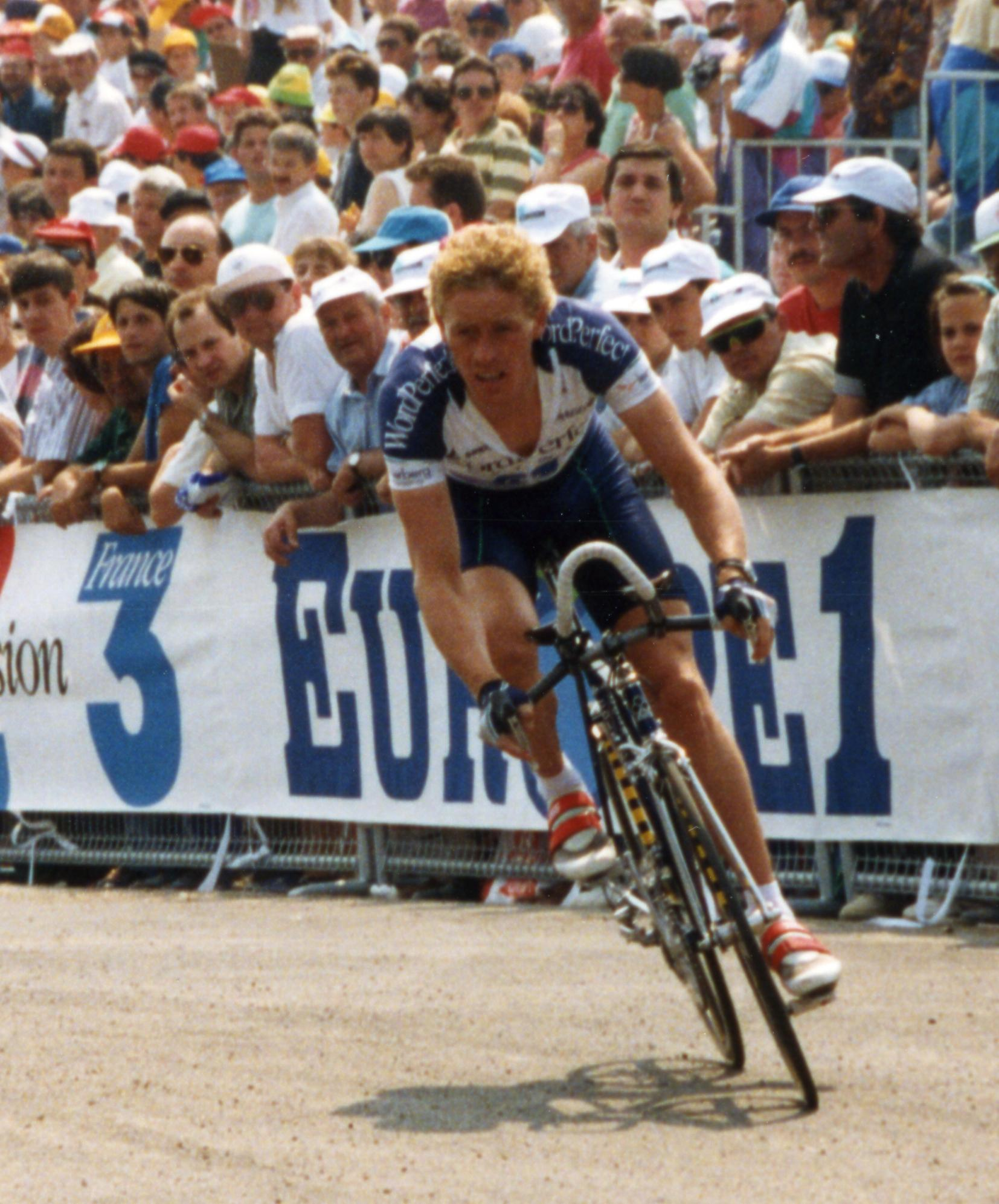
Eric Vanderaerden, ganador en esta edición.

| Posición | Ciclista                   | Equipo        | Tiempo     |
| -------- | -------------------------- | ------------- | ---------- |
| 1        | Eric Vanderaerden          | Panasonic     | 7h 18' 03" |
| 2        | Patrick Versluys           | AD Renting    | m. t.      |
| 3        | Rudy Dhaenens              | Hitachi       | m. t.      |
| 4        | Jean-Philippe Vandenbrande | Hitachi       | + 02"      |
| 5        | Edwig Van Hooydonck        | Superconflex  | + 1' 54"   |
| 6        | Bruno Wojtinek             | Z-Peugeot     | + 2' 37"   |
| 7        | Marc Sergeant              | Lotto         | m. t.      |
| 8        | Nico Verhoeven             | Superconflex  | m. t.      |
| 9        | Bruno Leali                | Carrera Jeans | m. t.      |
| 10       | Martial Gayant             | Système U     | + 3' 04"   |